# 你是凶手
《你是凶手》是一部由王昱执导、戢二卫监制，王千源、宋佳、冯远征和李九霄主演的中国犯罪悬疑电影。2019年11月22日在中国上映。本片翻拍自韩国电影《我要复仇》，也是摄影师王昱的导演处女作。

## 剧情
十年前女儿铃铛被绑架并意外身亡，失去女儿的白兰（宋佳饰）陷入绝望，重案组警官陈浩（王千源 饰）许诺白兰一定将凶手绳之以法。经过漫长的追查却一无所获，陈浩带着遗憾离开警队。十年后，陈浩偶然间发现新线索，该线索让身患绝症的白兰再次重燃希望，为女儿再次踏上寻凶之路。与此同时，李爱军（冯远征饰）外孙女也遭人绑架，绑架手法跟十年前的案子如出一辙，面对狡猾的嫌犯，陈浩和白兰能否抓到凶手……

## 角色
- 宋佳 饰 白兰
- 王千源 饰 陈浩，重案组警官
- 冯远征 饰 李爱军
- 李九霄 饰 青年警察

## 评价
贾樟柯：“整部电影特别过瘾，氛围极致到位特别了不起，90分钟看得非常揪心，作为剧情片非常优秀、过瘾！”张一白：“这是一部极其有审美、有格调、让人欲罢不能的悬疑片，影像、细节、光影都太牛X了，但越往后看就会慢慢忘记这些，被复杂的叙事和叙事中间的细节吸引。”
针对影片的批评主要集中在两次绑架案的非直线交错叙事和剪辑方面。